# SLUC
SLUC ("Software Libre para Uso Civil") es una licencia de software creada en diciembre de 2006 por un grupo de programadores españoles, con el fin de evitar el uso militar de este tipo de software.
Los creadores de la licencia afirman que se trata de software libre, pero la Free Software Foundation afirma que no lo es, porque infringe la llamada "libertad cero" de la licencia GPL (libertad de uso con cualquier finalidad).
La cláusula concreta en la que la licencia SLUC pretende evitar el posible uso militar, especifica que dicho software no puede ser usado por personal militar, ni por personal de industrias de armamento ofensivo.
En todo caso, la licencia SLUC permite su uso con cualquier fin no militar, la copia libre del software, su modificación, su redistribución (modificado o no) con las mismas libertades, la venta libre de copias, así como incluye algunas cláusulas de tipo técnico para evitar las patentes de software y la no responsabilidad del autor del software respecto de garantías de funcionamiento o de idoneidad para usos concretos. Según sus creadores, la "Libertad de Conciencia" de los desarrolladores de software es el origen de esta licencia.